# Grete Waitz
Grete Andersen-Waitz (Oslo, 1º ottobre 1953 – Oslo, 19 aprile 2011) è stata una maratoneta e mezzofondista norvegese, campionessa mondiale di maratona a Helsinki 1983.
Considerata una delle più grandi fondiste della storia, vinse nove volte la maratona di New York, cinque volte i campionati del mondo di corsa campestre, due volte la maratona di Londra, e fu medaglia d'argento ai Giochi olimpici di Los Angeles.

## Carriera

### In pista
Quando ancora non era popolare la maratona a livello femminile, all'inizio degli anni settanta la Waitz si cimentava in pista, su 1500 e 3000m. Ai Giochi olimpici del 1972 partecipò, a soli 18 anni, ai 1500 metri, distanza sulla quale, due anni più tardi, vinse la medaglia di bronzo agli Europei di Roma. L'anno successivo salì alla ribalta battendo il record mondiale dei 3000 metri a Oslo, col tempo di 8:46.6, tempo che migliorò di oltre un secondo l'anno seguente, nella stessa città.

### Maratona
La Waitz si trovava più a suo agio nelle lunghe distanze, e, quando anche a livello femminile iniziarono a disputarsi le grandi maratone, passò a correre su strada. Nel 1978 vince la sua prima maratona di New York, a cui faranno seguito negli anni seguenti altre 5 vittorie consecutive nella stessa città.
Dopo la vittoria a Helsinki ai mondiali del 1983, arrivava come favorita ai Giochi del 1984, dove per la prima volta si correva la maratona femminile. A Los Angeles la Waitz, proprio perché favorita numero uno, ebbe una piccola delusione: lasciò scappare troppo la statunitense Joan Benoit ad inizio gara, fino a farle guadagnare sul resto del gruppo quasi 2 minuti, ai 25 km di gara. La Waitz tentò la rimonta, ma la Benoit continuò a buon ritmo e riuscì a mantenere 26" di vantaggio all'arrivo, lasciando alla norvegese "solo" la medaglia d'argento.

### Corsa campestre
Oltre ad aver fatto registrare più volte la miglior prestazione mondiale della maratona, Grete Waitz è stata anche la più forte nella corsa campestre, vincendo 5 volte il mondiale della specialità.
È scomparsa nel 2011 all'età di 57 anni a seguito di un tumore.

## Record nazionali

### Seniores
- 1 500 metri piani: 4'00"55 ( Praga, 3 settembre 1978)
- Miglio: 4'26"90 ( Gateshead, 9 luglio 1978)
- 3 000 metri piani: 8'31"75 ( Oslo, 17 luglio 1979)

## Palmarès
| Anno | Manifestazione    | Sede            | Evento         | Risultato  | Prestazione | Note |
| ---- | ----------------- | --------------- | -------------- | ---------- | ----------- | ---- |
| 1972 | Giochi olimpici   | Monaco          | 1 500 m piani  | Batteria   | 4'16"00     |      |
| 1976 | Giochi olimpici   | Montréal        | 1 500 m piani  | Semifinale | 4'04"80     |      |
| 1978 | Mondiali di cross | Glasgow         | Corsa seniores | Oro        | 16'19"      |      |
| 1978 | Europei           | Praga           | 1 500 m piani  | 5ª         | 4'00"6      |      |
| 1978 | Europei           | Praga           | 3 000 m piani  | Bronzo     | 8'34"3      |      |
| 1979 | Mondiali di cross | Limerick        | Corsa seniores | Oro        | 16'48"      |      |
| 1980 | Mondiali di cross | Parigi          | Corsa seniores | Oro        | 15'05"      |      |
| 1981 | Mondiali di cross | Madrid          | Corsa seniores | Oro        | 14'07"      |      |
| 1982 | Mondiali di cross | Roma            | Corsa seniores | Bronzo     | 14'43"9     |      |
| 1983 | Mondiali di cross | Gateshead       | Corsa seniores | Oro        | 13'29"      |      |
| 1983 | Mondiali          | Helsinki        | Maratona       | Oro        | 2h28'09"    |      |
| 1984 | Mondiali di cross | East Rutherford | Corsa seniores | Bronzo     | 15'58"      |      |
| 1984 | Giochi olimpici   | Los Angeles     | Maratona       | Argento    | 2h26'18"    |      |
| 1988 | Giochi olimpici   | Seul            | Maratona       | dnf        | dnf         |      |

## Altre competizioni internazionali
1975
- Oro ai Bislett Games ( Oslo), 3000 m piani - 8'46"6

1976
- Oro ai Bislett Games ( Oslo), 1500 m piani - 4'06"6

1977
- Oro in Coppa del mondo di atletica leggera ( Düsseldorf), 3000 m piani - 8'43"5
- Oro ai Bislett Games ( Oslo), 1500 m piani - 4'06"5

1978
- Oro alla Maratona di New York ( New York) - 2h32'29"
- Oro ai Bislett Games ( Oslo), 3000 m piani - 8'32"1
- Oro alla Cinque Mulini ( San Vittore Olona)

1979
- Oro alla Maratona di New York ( New York) - 2h27'32"
- Oro ai Bislett Games ( Oslo), 3000 m piani - 8'37"04
- Argento al Weltklasse Zürich ( Zurigo), 1500 m piani - 4'00"58
- Oro al Memorial Van Damme ( Bruxelles), 1500 m piani - 4'04"1
- Oro alla Cinque Mulini ( San Vittore Olona)

1980
- Oro alla Maratona di New York ( New York) - 2h25'41"
- Oro ai Bislett Games ( Oslo), 3000 m piani - 8'40"23
- Oro alla Cinque Mulini ( San Vittore Olona)

1981
- Oro alla San Silvestro Vallecana ( Madrid)
- Argento al DN Galan ( Stoccolma), miglio - 4'28"94
- Oro alla Cinque Mulini ( San Vittore Olona)

1982
- Oro alla Maratona di New York ( New York) - 2h27'14"
- Oro alla Stramilano ( Milano) - 1h09'19"
- Oro ai Bislett Games ( Oslo), 5000 m piani - 15'08"80
- Oro alla Cinque Mulini ( San Vittore Olona)
- Oro al Campaccio ( San Giorgio su Legnano)

1983
- Oro alla Maratona di Londra ( Londra) - 2h25'28"
- Oro alla Maratona di New York ( New York) - 2h27'00"

1984
- Oro alla Maratona di New York ( New York) - 2h29'30"
- Oro alla Cinque Mulini ( San Vittore Olona)

1985
- Oro alla Maratona di New York ( New York) - 2h28'34"

1986
- Oro alla Maratona di Londra ( Londra) - 2h24'54"
- Oro alla Maratona di New York ( New York) - 2h28'06"

1988
- Oro alla Maratona di New York ( New York) - 2h28'07"
- Oro alla Maratona di Stoccolma ( Stoccolma) - 2h28'24"

## Riconoscimenti
- Premio Onorario Porsgrunds nel 1974.
- Sportivo norvegese dell'anno per l'Associazione giornalisti sportivi norvegesi nel 1975, 1977, 1979 e 1983.
- Medaglia d'Oro del giornale Aftenposten nel 1977.
- Premio Thomas Fearnley nel 1984.
- Medaglia di Sant Hallvard della Città di Oslo nel 1989.
- Premio speciale al Galà dello Sport del 2008.